# Jyanome
Jyanome (japanisch じゃのめ, * 12. September) ist eine japanische Mangaka. Ihr bekanntestes Werk ist Twilight Outfocus, das mit seinen Fortsetzungen auch ins Deutsche übersetzt und als Anime verfilmt wurde.

## Werdegang und Werk
In der Schulzeit wollte Jyanome Mangas zeichnen, hatte aber nur Zeit für einen Dōjinshi pro Jahr, den sie auf der Comiket verkaufte. Dann begann sie, ihre Geschichten auf einer eigenen Website zu veröffentlichen, die sie nach einer Zeile im japanischen Kinderlied Amefuri („Jyanome de Omukae Ureshii na“) Jyanome nannte. Der Name wurde schließlich ihr Pseudonym. Durch die Seite wurde schließlich der Verlag Fusion Product auf sie aufmerksam. Der erste Manga von Jyanome, der kommerziell veröffentlicht wurde, war 2012 Waraibanashi no Yō da. Es folgten weitere kurze Serien. Ihre Werke sind allesamt ins Genre Boys Love einzuordnen, sie erzählen von gleichgeschlechtlicher Liebe zwischen Männern. Sie sind in der Regel im modernen Alltag angesiedelt und Komödien oder Dramen.  Vom Genre Boys Love beziehungsweise von Yaoi-Dōjinshi war sie bereits als Jugendliche begeistert. Ihre erste eigene Geschichte war ein Yaoi-Dōjinshi zu Captain Tsubasa. Ihren Stil sieht sie von Yumi Tada und Hirohiko Araki beeinflusst an. Bei ihrer Arbeit entwickelt sie zuerst die Charaktere und legt die gewünschte Atmosphäre fest und entwickelt daraus dann die Geschichte.
Ihre Serie Twilight Outfocus von 2019 und 2020 wurde von ihr mehrfach fortgesetzt. Bei Manga Cult erschien die Reihe als erste von Jyanome auf Deutsch. 2024 kam eine Adaption der Serie sowie einiger Fortsetzungen als Anime-Fernsehserie heraus. Die Geschichten drehen sich um die Liebe zwischen den Mitgliedern eines Oberschul-Filmklubs. Klubaktivitäten waren ein von Jyanome bevorzugtes Thema und sie mag Filme sehr. Zu ihren Lieblingsregisseuren zählt Wim Wenders.

## Bibliografie (Auswahl)
- Waraibanashi no Yō da (笑い話のようだ, 2012, 1 Band)
- Kirai no Koibito (キライの恋人, 2013, 1 Band)
- Colorful na Kimi to Monokuro na Boku (カラフルな君とモノクロな僕, 2014, 1 Band)
- Magarikado ni, Inu (曲がり角に、犬, 2015, 1 Band)
- Yokoshima no Yuen (ヨコシマのゆえん, 2015, 1 Band)
- Mongen 8ji no Koibito (門限8時の恋人, 2017, 1 Band)
- Orokamono no Ai no Uta (愚か者のあいの唄, 2017, 1 Band)
- Otona sugiru My Lover (大人すぎるマイラバー, 2017, 1 Band)
- Twilight Outfocus (黄昏アウトフォーカス Tasogare Outfocus, 2019–2020, 2 Bände)
- Afterimage Slow Motion (残像スローモーション Zanzō Slow Motion, 2020, 1 Band)
- Michimichi Naru Mama ni (みちみちなるままに, 2021, 1 Band)
- Midnight Monologue (宵々モノローグ Yoiyoi Monologue, 2021, 1 Band)
- Otogibanashi wa Awa to Kie (お伽噺は泡と消え, 2021, 1 Band)
- Twilight Outfocus Long Take (黄昏アウトフォーカス long take Tasogare Outfocus – Long Take, 2023–2024, 2 Bände)